# 조지타운 호야스

로고

조지타운 호야스(Georgetown Hoyas)는 조지타운 대학교의 스포츠 팀이며 패트릭 유잉 디켐베 무톰보 알론조 모닝 등 명센터를 배출했다.